# Forurile Imperiale

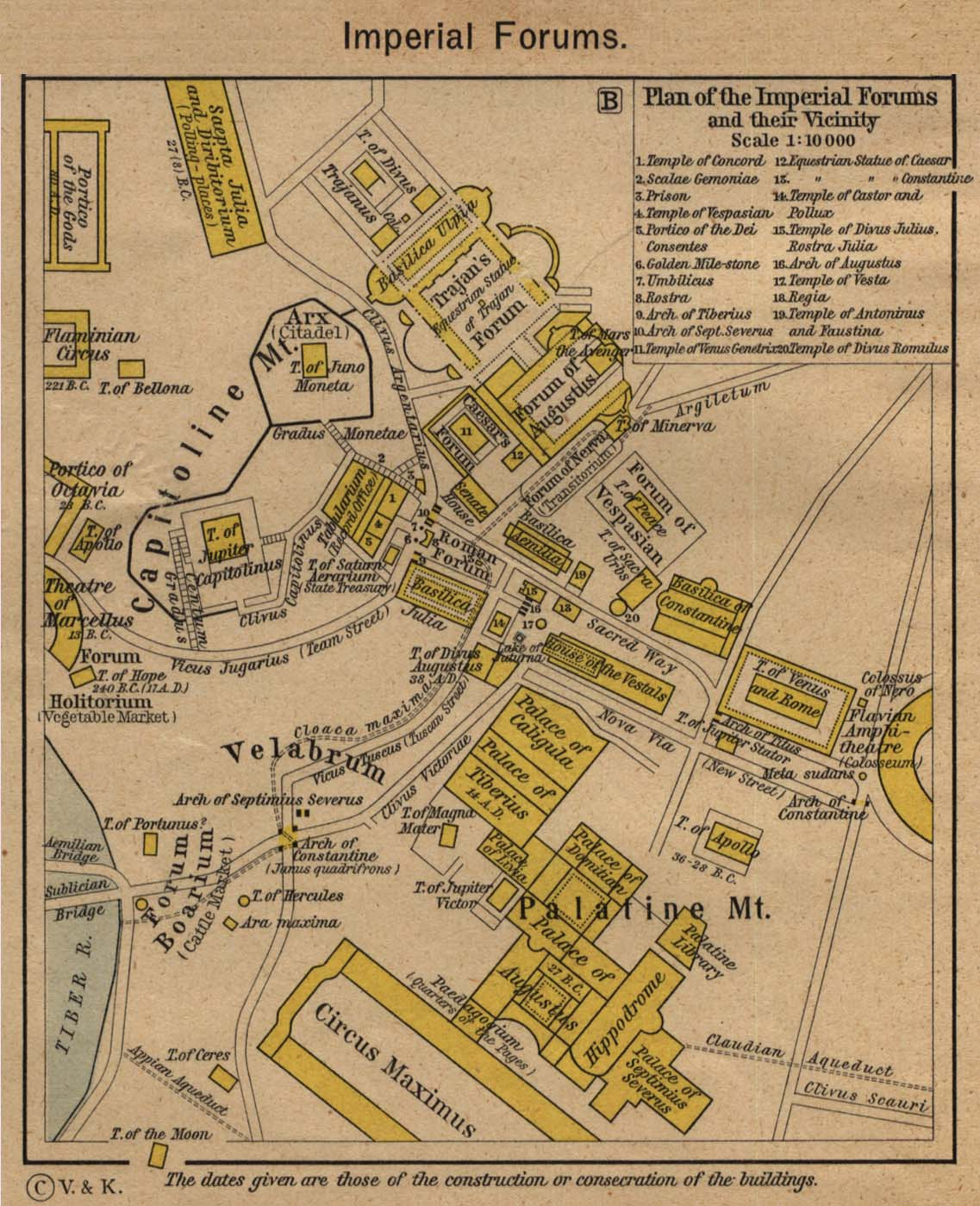
Harta forurilor

Forumurile Imperiale sunt o serie de piețe monumentale adiacente vechiului Forum Roman. Au fost construite în decursul unui secol și jumătate (între anii 46 î.Hr. și 113) în centrul Romei de către Cezar și împărații romani, când vechea piață republicană a devenit neîncăpătoare. În prezent arealul Forumurilor Imperiale este separat în două părți de Via dei Fori Imperiali, construită între 1924–1932 pentru a lega Colosseumul de Piața Veneția. 

## Forumul lui Caesar

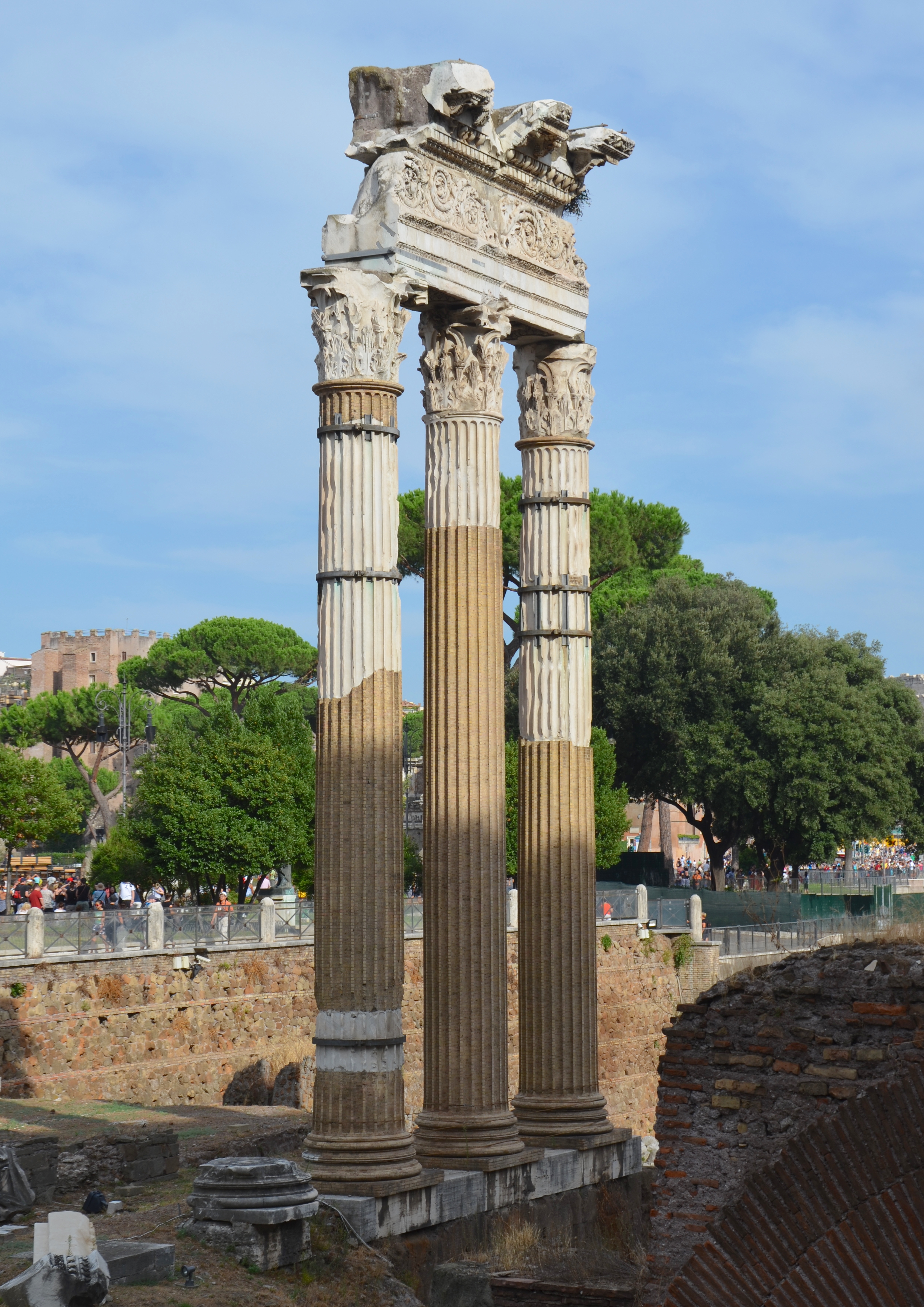
Forumul lui Caesar: Templul lui Venus Genetrix

Gaius Iulius Caesar a decis să construiască o piață impunătoare care să poarte numele său, Forumul lui Caesar, inaugurată în 46 î.Hr. (probabil încă incompletă și terminată ulterior de Octavian Augustus).
Spre deosebire de Forumul Roman era vorba de un proiect unitar: o piață cu porticuri laterale lungi și în centru cu un templu dedicat Venerei Genetrix, din care Iulius Caesar considera că descinde prin Iulus, fiul lui Eneas, strămoșul gintei Iulia.
Caesar a plătit din proprii bani terenurile pe care trebuia înălțat noul monument. În plus a dispus modificarea orientării tradiționale a Curiei, sediul Senatului, pe care primise sarcina de a-l reconstrui după distrugerea sa într-un incendiu.
Noua piață relua modelul porticurilor construite în interiorul templelor pe care cei mai importanți și influenți oameni politici din ultimul secol al Republicii le-au ridicat în zonă și avea scopul pur de propagandă personală. Dar evident că vecinătatea vechiului centru politic sporea mult efectul.

## Forumul lui Augustus

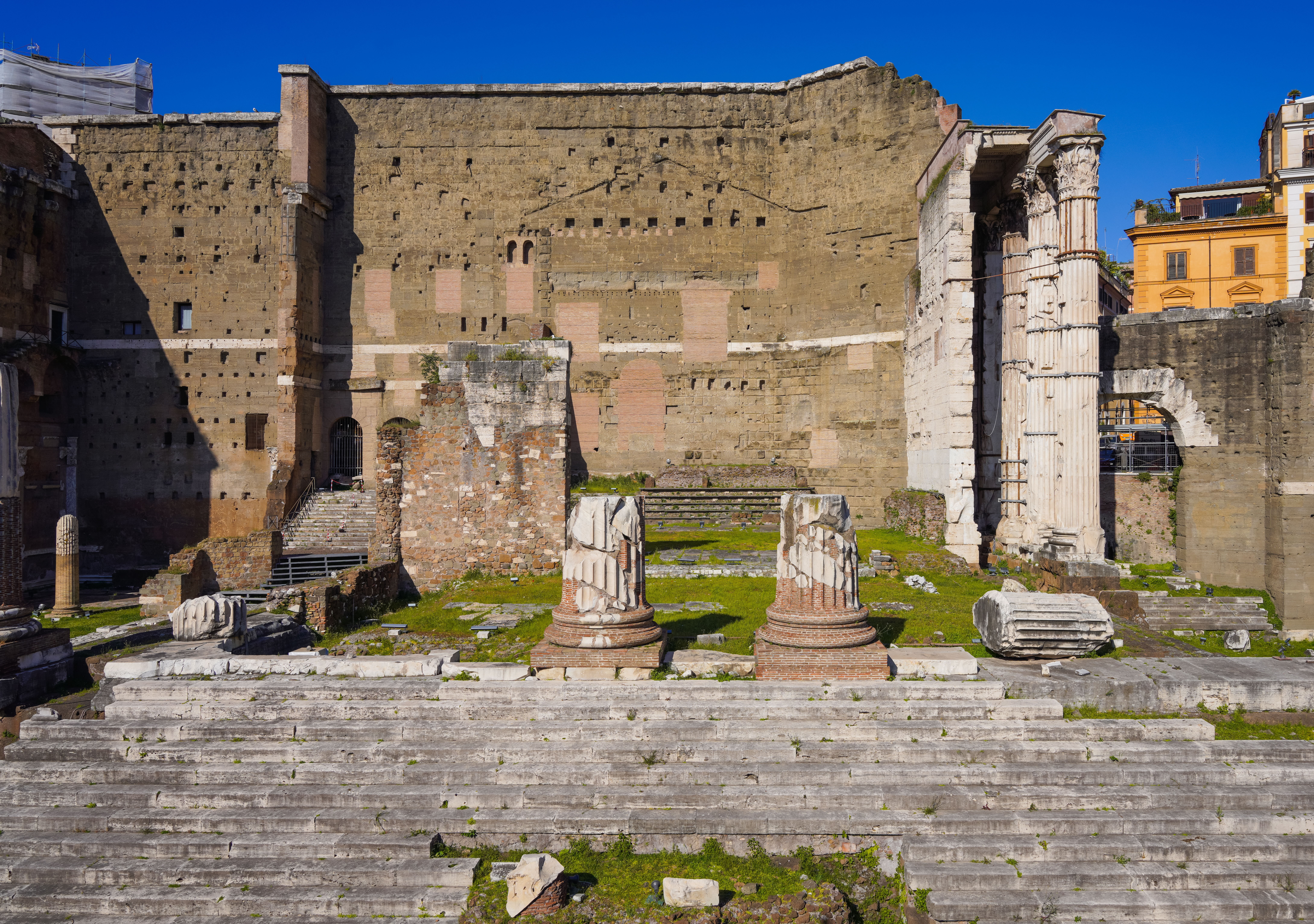
Templul lui Marte Ultor din Forumul lui Augustus. Zidul antic din fundal separa piața de Subura rău famată.

Augustus a construit un templu dedicat lui Marte (Ultor, în română „răzbunătorul”) promis înaintea bătăliei de la Filippi din 42 î.Hr., în care împreună cu Marcus Antonius, îi învinsese pe ucigașii lui Caesar și, în felul acesta, îi răzbunase moartea. Templul este inaugurat abia după 40 de ani, în anul 2 î.Hr., fiind ridicat într-o altă piață monumentală, Forumul lui Augustus.
Față de Forumul lui Caesar, noul complex era dispus ortogonal, iar templul se sprijinea de un zid masiv, conservat încă, care despărțea monumentul de cartierul Subura. În afară de aceasta porticurile aflate pe laturile lungi se deschideau în spații ample semicirculare acoperite, destinate adăpostirii activității tribunalelor.
Și în acest caz costrucția complexului a fost gândită cu scop de propagandă și toată decorația lui celebra noua eră care se inaugura cu principatul lui Augustus.

## Templul Păcii
Sub împăratul Vespasian a fost construită în anul 75 o altă piață mare, separată de Forul lui August și cel al lui Cezar de către strada Argileto, care punea în legătură Forul Roman cu Subura, și aflată înspre Velia (în direcția Coloseumului). 
Forma sa era de patrulater vast încercuit de un portic, cu o construcție centrată inserată în latura din spate. Zona centrală nu era de fapt pavată ca o piață, ci era sistematizată ca o grădină, cu vase de apă și piedestaluri pentru statui, care o făceau un adevărat muzeu în aer liber. Deși complexul a fost desemnat drept forum și prin mulți alți termeni în cursul timpului, în fapt întregul areal construit era consacrat drept templu, nu numai construcția propriu-zisă (cum era în cazul forurilor lui Caesar și Augustus). Până la construirea Templului lui Venus și al Romei de către împăratul Hadrian, colosul construit de Nero și modificat de flavieni a fost vizibil din Templul Păcii.
Ca alte monumente flaviene, templul era dedicat cuceririi Ierusalimului, aici fiind dispuse spolii din Templul lui Solomon. Într-una dintre aulele aflate în spatele porticurilor a fost afișată Forma Urbis Severiana, harta din marmură a Romei antice, creată în epoca severiană (începutul secolului al III-lea). 
În cursul istoriei, un colț al complexului a fost convertit în Bazilica Sfinților Cosma și Damian, legată de Via Sacra printr-o aulă rotundă, cunoscută în prezent drept Templul lui Romulus.

## Forumul lui Nerva sau Forum Transitorium

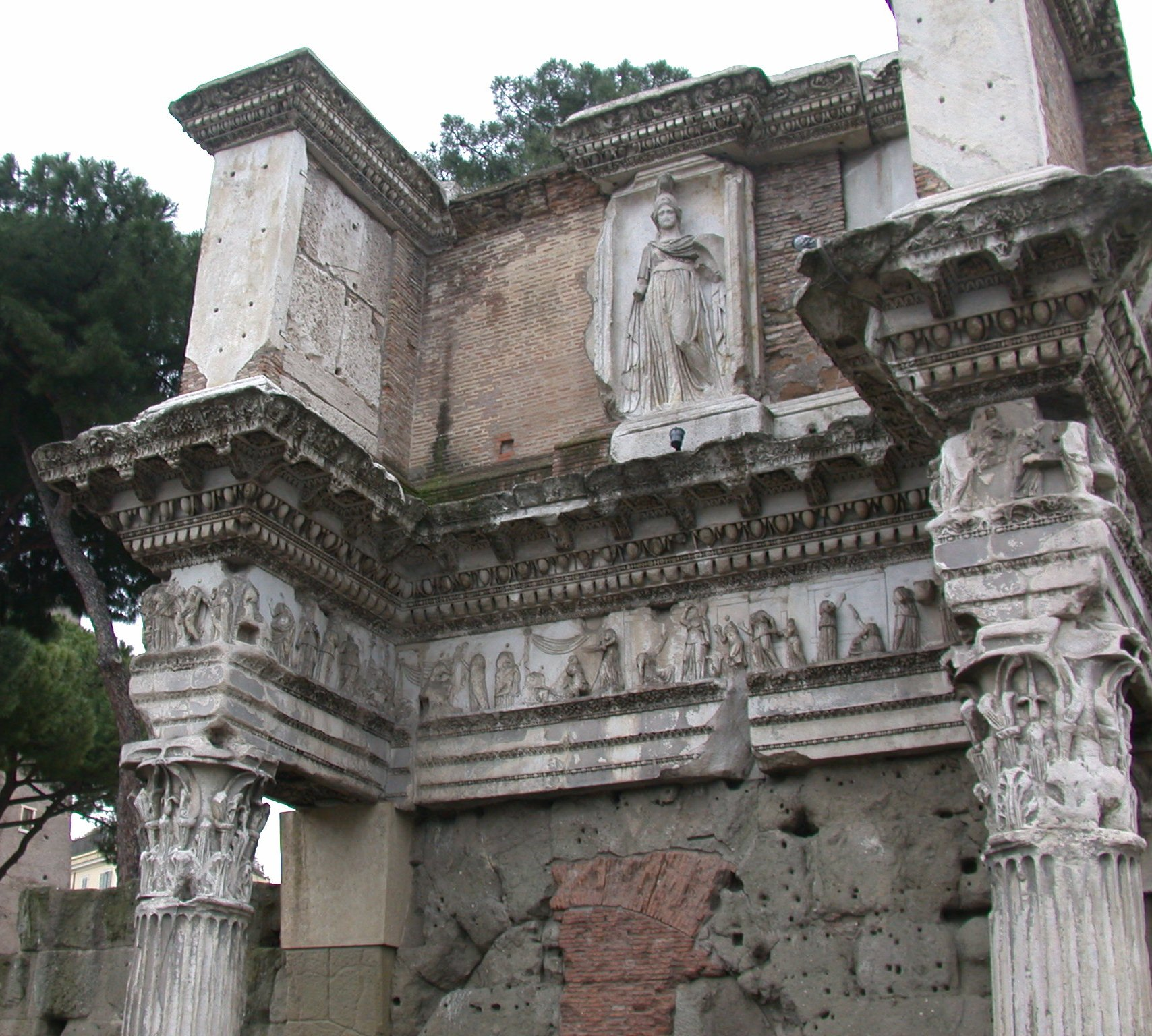
Partea rămasă din Forumul lui Nerva

Domițian a decis să unească complexele precedente și în zona neregulată rămasă liberă între Templul Păcii, Forumul lui Caesar și al lui Augustus în anul 98 a ridicat o altă piață monumentală care le lega pe toate între ele.
Spațiul limitat, ocupat în parte de către Forumul lui Augustus și de strada Argiletum, l-a constrâns să construiască portice laterale ca și simple decorațiuni ale zidurilor înconjurătoare. Templul, dedicat zeiței Minerva (protectoarea sa) a fost ridicat în exteriorul esedrei Forumului lui Augustus, iar spațiul rămas a fost folosit pentru o intrare monumentală (Porticus Absidata) pentru toate forumurile.
Moartea lui Domițian datorită unei conspirații a făcut ca forumul, acum aproape terminat, să fie inaugurat de succesorul său Nerva de la care a luat numele de Forumul lui Nerva. 

Mai este cunoscut și ca Forum Transitorium, din cauza funcției de pasaj de trecere pe care o avea.

## Forumul lui Traian

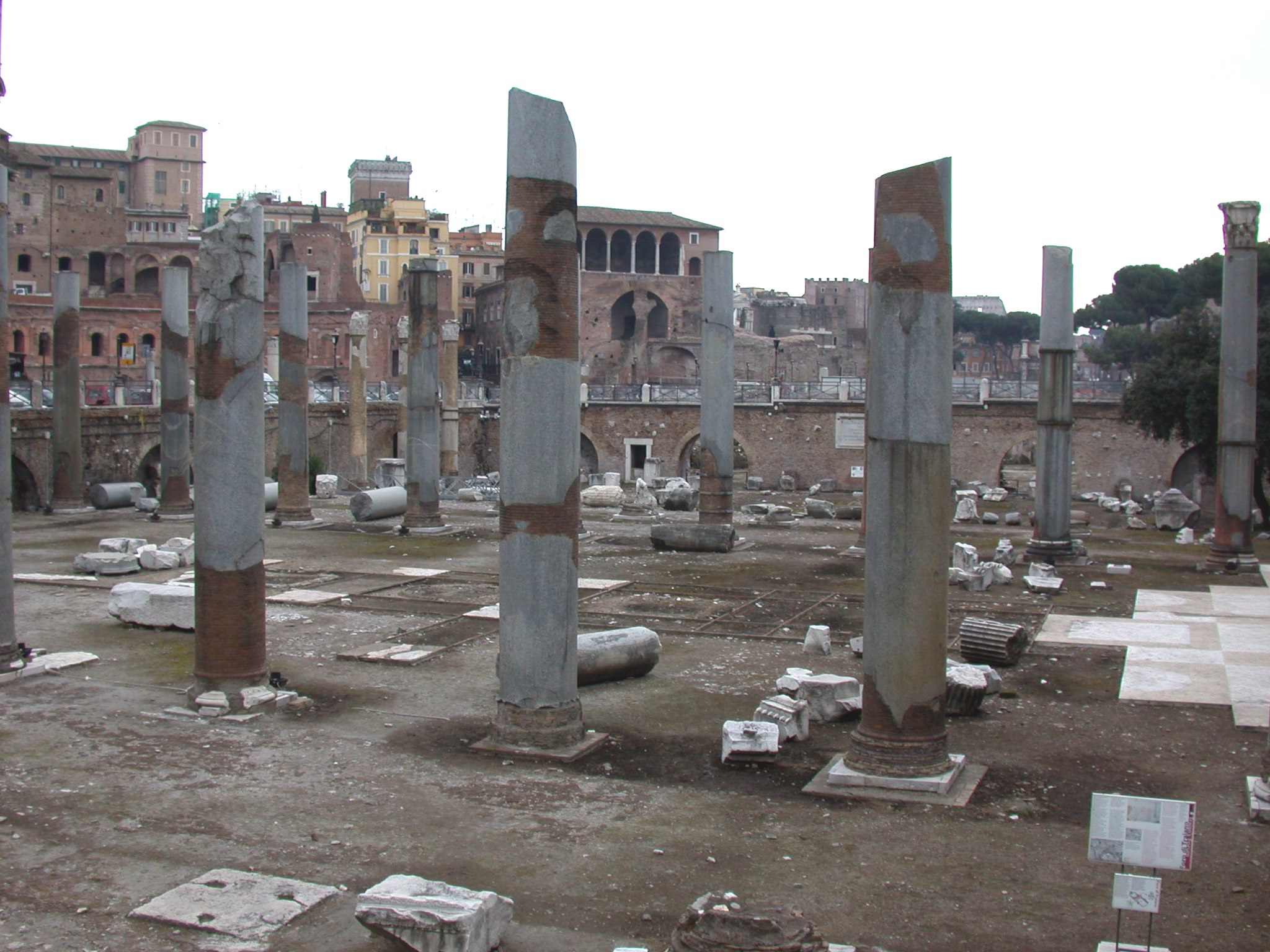
Basilica Ulpia (dinspre nord)

Proiectele lui Domițian erau probabil mai ambițioase și poate că sub conducerea sa au început deja lucrările de îndepărtare a înălțăturii care lega Colina Capitoliului de Colina Quirinal și închidea valea Forumurilor în partea dinspre Câmpul lui Marte, în direcția actualei Piețe Venețiene.
Proiectul a fost reluat și terminat în anii 112-113 de Traian, prin construirea Forului lui Traian, cu ocazia cuceririi Daciei și ale cărui decorațiuni celebrau victoriile sale militare.
Lucrările de pregătire au fost foarte complicate: a fost îndepărtată șaua muntoasă, pentru a avea spațiul necesar noului complex, s-a reconstruit templul lui Venus în Forul lui Cezar și s-a construit Piața lui Traian.
Piața forumului era închisă în spate de Basilica Ulpia, cu Columna lui Traian în spate. În fața bazilicii a fost ridicată a statuie ecvestră colosală a împăratului. Ultimul dintre foruri era totodată cel mai mare și maiestuos.